# ناوچه کلاس ونوس
ناوچه کلاس ونوس (به انگلیسی: Venus-class frigate) یک کلاس از کشتی است که طول آن ۱۲۸ فوت ۴ اینچ (۳۹ متر) می‌باشد.